# Стелла, Жак
Жак Стелла́ (фр. Jacques Stella; 1596, Лион — 29 апреля 1657, Париж) — французский живописец и гравёр эпохи барокко, романист, коллекционер произведений искусства.

## Биография
Жак Стелла происходил из большой семьи фламандских живописцев XVII—XVIII веков, родом из Мехельна. Многие художники этой семьи были романистами (последователями итальянского искусства). Из этой семьи известны Жак Стелла Первый (1525—1601), его сын Франсуа Стелла Первый (1563—1605), с 1576 года работавший в Риме, затем во Франции, в Лионе.
Жак Стелла Второй (1596—1657) был сыном Франсуа Стеллы Первого, художника и торговца произведениями искусства, обосновавшимся в Лионе, который был женат на Клодин де Массо, имел несколько детей, они тоже стали художниками. Художниками-романистами были брат Жака, Франсуа Стелла Второй (1603—1647) и его сестра Мадлен (скульптор). Отец умер слишком рано, чтобы обучить их живописи. Племянник Жака Второго: Антуан Стелла и племянницы: Антуанетта, Клодин (1636—1697) и Франсуаза (мастер пастели) — тоже художники. Мадлен вышла замуж за ювелира из Лиона Этьена Бузонне. Их дети, живописцы и гравёры: Антуан Бузонне-Стелла, Клодин Бузонне-Стелла (1636—1697), Франсуаза Бузонне (1638—1692), Антуанетта Бузонне-Стелла и Себастьян (1644—1662).
Жак Стелла обучался в Лионе, прежде чем провести период с 1616 по 1621 год при дворе великого герцога Козимо II Медичи во Флоренции, работая вместе с Жаком Калло. Флорентийское искусство оказало сильное влияние на всё творчество Стеллы. После смерти Козимо в 1621 году Стелла переехал в Рим, где провёл вместе с братом Франсуа следующие десять лет и завоевал известность благодаря своим картинам, небольшим гравюрам и живописным миниатюрам на меди и на камнях: ониксе, лазурите и на сланцевых пластинах. Работая в Риме по заказам папы Урбана VIII, Стелла находился под влиянием римского классицизма Рафаэля и творчества Никола Пуссена, которому он стал близким другом.
Проведя в Риме около двенадцати лет, Жак Стелла собирался уехать в Испанию, куда его приглашали ко двору короля Филиппа IV, но стал жертвой ложного доноса, был схвачен и заключён в тюрьму; его невинность не замедлила проясниться, а клеветники были наказаны. Получив свободу, Стелла решился в 1634 году возвратиться во Францию, в Лион, по пути посетил Венецию и другие города Италии.
С 1635 года Жак Стелла работал в Париже, выполняя заказы короля Людовика XIII, принцев, кардинала Ришельё и других знатных лиц. В 1635 году он был удостоен звания «рядового художника короля» (peintre ordinaire du roi) и пожизненной пенсии в 1000 ливров. В 1645 году Людовик XIV сделал его рыцарем Ордена Святого Михаила.
В конце жизни Жак Стелла всё более занимался рисунком. Он преподавал искусство гравюры трём племянницам, дочерям своей сестры Мадлен. Они воспроизвели в гравюре значительную часть его рисунков. Помимо живописи и рисунка, Стелла на протяжении всей жизни оставался крупным коллекционером произведений искусства, создав значительную коллекцию картин Пуссена и Рафаэля, рисунков Микеланджело и Леонардо да Винчи.
Жак Стелла скончался 29 апреля 1657 года в возрасте шестидесяти лет в галереях Лувра, где с 1635 года располагалась его мастерская. Похоронен в церкви Сен-Жермен-л'Осеруа.

## Творчество
Искусство Жака Стеллы, смелое и разнообразное, демонстрирует широкий диапазон от непосредственного наблюдения природы до стилизации античности и религиозных композиций. Он много раз возвращался к теме детства Христа — существует пять различных вариантов решения темы «Иисуса, обнаруженного родителями в храме». Он выполнил множество заказов, оформил капеллу Сен-Луи в замке Сен-Жермен-ан-Ле и, вместе с Пуссеном и Симоном Вуэ, хор церкви Сен-Франсуа-Ксавье в Париже (1641—1642). С 1644 года принимал участие в украшении Дворца кардинала Ришельё (Рalais de Richelieu).
Его живописные произведения и рисунки переводили в офорты, среди которых много декоративных композиций с изображениями игр путти (детей-гениев), ваз, архитектурных орнаментов. Это позволило широко распространить его искусство, особенно после его смерти, по инициативе его племянницы и наследницы Клодин Бузонне-Стелла, которая уступила собрание гравюр и тридцать картин художника Мишелю-Франсуа Демассо. Картины Стеллы часто продавали как произведения Н. Пуссена, таково было сходство их творческого метода.
Ретроспектива творчества Жака Стеллы проходила с 17 ноября 2006 года по 19 февраля 2007 года в Музее изобразительных искусств в Лионе, а затем с 17 марта по 18 июня 2007 года, в Музее августинцев в Тулузе.
В Санкт-Петербургском Эрмитаже имеются три картины Жака Стеллы: «Мадонна с Младенцем Христом, Иоанном Крестителем и ангелами», «Луций Альбин уступает весталкам свою повозку», «Венера и Адонис» (Инв. №: 1199, 8627, 1188) и одна Клодин Бузонне-Стелла: «Явление Христа воину» (Инв. № 2659).

## Галерея
- Благовестие Св. Иосифу. Офорт Ф. Поланцани по оригиналу Ж. Стеллы. 1756
- Смерть Ипполита. Офорт П. Даре по оригиналу Ж. Стеллы. 1648
- Клелия переправляется через Тибр. Ок. 1640. Холст, масло. Лувр, Париж
- Похищение сабинянок. 1630-е гг. Холст, масло. Художественный музей Принстонского университета. Принстон, США
- Избиение младенцев. Гризайль. Картон, тушь, белила. Музей изящных искусств (Руан)
- Вулкан куёт стрелы любви. 1644-1645. Холст, масло. Фонд Бемберг, Тулуза
- Обручение Марии. 1640-е гг. Холст, масло. Музей изобразительных искусств, Будапешт